# Юговский завод
Ю́говский (также Кна́уфский, Ю́го-Кна́уфский) медеплави́льный и железоде́лательный заво́д — металлургический завод на Западном Урале, действовавший с 1730-х до 1870-х годов. Центральный завод округа Юго-Кнауфских заводов.

## История
Завод был основан балахнинскими купцами Петром Игнатьевичем и Гавриилом Полуэктовичем Осокиными на реке Юг, на арендованной у ясачных татар земле, в 70 верстах к востоку от Осы и в 70 верстах к югу от Перми. Указ Сибирского обер-бергамта о строительстве завода был издан 31 марта 1731 года, строительные работы начались 1 ноября 1731 года, запуск завода состоялся в июле 1732 года (по другим данным — 29 марта 1733 году). Юговский завод входил в единый производственный комплекс с Бизярским, Иргинским, Курашимским и Саранинским заводами.
В 1733 годы было выплавлено 0,1 тыс. пудов меди, в 1735 году — 0,5 тыс. пудов. Черновая медь для переплавки поступала на Юговский завод с Бизярского и Курашимского заводов.
В 1734 году единоличным владельцем завода стал Г. П. Осокин, от которого в 1757 году он перешёл по наследству к И. Г. Осокину. В 1741—1750 годах было выплавлено 14,1 тыс. пудов меди. В 1753 году было получено 3 тыс. пудов меди, в 1758 году — 4,1 тыс. пудов. За период с 1761 по 1770 год объёмы выплавки меди составили 43,6 тыс. пудов. В 1769 году завод перешёл в собственность Ивана Петровича Осокина.
В 1771 году на заводе работали 6 медеплавильных печей, 5 штыковых горнов, 1 рудобойный молот, литейные мастерские, кузница и вспомогательные цехи. Руда поставлялась с 87 разноудалённых рудников, которые использовались совместно с Бизярским и Курашимским заводами. Готовая продукция реализовывалась на внутреннем рынке, частично шла на экспорт. Чистая штыковая медь отправлялась в Екатеринбург для чеканки монет. В начале 1770-х годов штат завода состоял из 850 рабочих, в том числе 666 крепостных. К вспомогательным работам привлекались приписные крестьяне из деревень Кунгурского уезда.
В годы Крестьянской войны завод оказался в зоне боевых действий и в 1773 году был остановлен. Около 130 крестьян присоединились к повстанцам. В 1774 году работа завода была восстановлена, к концу года выплавка составила 2,4 тыс. пудов меди. В период 1771—1780 годов завод произвёл 48,7 тыс. пудов меди, в 1781—1790 годы — 55,2 тыс. пудов, в 1791—1800 годы — 41,2 тыс. пудов. 4 апреля 1804 года Иван Петрович Осокин продал часть своих заводов, в том числе Юговский, московскому купцу А. А. Кнауфу, который занялся обновлением оборудования купленных предприятий. В 1804 году на Юговском заводе была запущена одна из первых на Урале паровая машина для обеспечения печей дутьём.
В 1809 году земляная плотина заводского пруда имела длину 147 м, ширину — 21,3 м, высоту — 8,5 м. Медеплавильная фабрика была снабжена 6 печами, 1 шплейзофеном, 2 гармахерскими горнами, 1 штыковым горном, 1 горном для нагревания меди. В 1809 году из общего парка оборудования действовали только 3 плавильные печи, 1 шплейзофен и 1 штыковой горн. Плавильные печи имели высоту 4,6 м, ширину 0,7 м. Суточная производительность печей составляла до 40 пудов меди. Медь с примесями чугуна рафинировалась в шплейзофене, чугун с примесями меди обрабатывался в гармахерском горне, разливка меди производилась в штыковом горне. В 1801—1810 годах Юговским совместно с Бизярским и Курашимским заводами было выплавлено 164,1 тыс. пудов меди. В 1811—1820 годах Юговский завод выплавил 66,1 тыс. пудов меди.
Завод испытывал сложности со сбытом готовой продукции, что привело к росту задолженности перед казной и отсутствию оборотного капитала. В 1821—1830 годах объём выплавки меди составил 47,3 тыс. пудов. В 1828 году завод перешёл в казённое управление, а в 1853 году вошёл в Акционерную компанию Кнауфских горных заводов. В период казённого и акционерного управления завод постепенно сокращал объёмы производства. С 1859 года завод стал убыточным. В 1860 году на заводе действовали 6 медеплавильных печей, 1 шплейзофен, 1 штыковой, 1 гармахерский, 1 кричный и 6 кузнечных горнов, а также 1 кричный молот. Производилась красная штыковая медь и железо. Готовая продукция по реке Ирень, Сылве, Каме и Волге отправлялась на Нижегородскую ярмарку. В 1860 году было произведено 8,5 тыс. пудов штыковой меди и 0,3 тыс. пудов кричного железа, в 1861 году — 10,2 и 1,2, в 1862 году — 5,6 и 0,6 соответственно. После отмены крепостного права численность персонала завода резко снижалась. В январе 1862 года на заводе работало 1530 человек, в мае 1862 года — 382 человека. В 1863 году было произведено 2,7 тыс. пудов чистой меди и 2,8 тыс. пудов кричного железа. В 1864 году завод вернулся в казённое управление и был выставлен на продажу, но покупателей не нашлось. В 1864—1868 годах медеплавильное производство Юговского завода принесло убытки в 38,2 тыс. рублей. В 1871 году медеплавильное производство было остановлено. Производство кричного железа составляло в 1871 году — 5,9 тыс. пудов, в 1872 году — 4,4 тыс., в 1873 году — 3,5 тыс., в 1874 году — 2,2 тыс., в 1875 году — 0,6 тыс. пудов.
В 1875 году завод был окончательно остановлен. Ныне на месте заводского посёлка находится село Калинино.